# راي بوغز
راي بوغز (بالإنجليزية: Ray Boggs)‏ هو لاعب كرة قاعدة أمريكي، ولد في 12 ديسمبر 1904 في Reamsville, Kansas ‏ في الولايات المتحدة، وتوفي في 27 نوفمبر 1989 في غراند جنكشن في الولايات المتحدة.

## وصلات خارجية
- راي بوغز على موقعبيزبول رفرنس.كوم (الدوري الرئيسي) (الإنجليزية)